# Дроб (математика)
Вижте пояснителната страница за други значения на дроб.
Дроби са числа, които представят части от една цяла единица. Всяко рационално число може да се представи във вид на обикновена, крайна или на безкрайна периодична дроб. Безкрайните непериодични дроби представляват ирационалните числа.

## Видове дроби

### Обикновена дроб
Обикновена дроб се записва като две числа, разделени с дробна черта във вида {\displaystyle \textstyle {\frac {m}{n}}}, където {\displaystyle \textstyle {n\neq 0}}. При това означение {\displaystyle \textstyle {n}} е знаменател, който показва на колко части е разделена единицата, а {\displaystyle \textstyle {m}} е числител, който показва колко от тези части са взети. Като математическа операция обикновената дроб е еквивалентна с делението, откъдето идва ограничението знаменателят да е различен от нула. Всяко цяло число може да бъде представено и като обикновена дроб, като числителят е самото число, а знаменателят е равен на 1.

#### Видове обикновени дроби
Когато числителят е по-малък от знаменателя {\displaystyle \textstyle {m<n}}, дробта се нарича правилна, а когато числителят е по-голям от знаменателя {\displaystyle \textstyle {m\geq n}} – неправилна (за {\displaystyle m} и {\displaystyle n} по-големи от 0).

#### Съкращаване и разширяване
Основната операция, която се прилага към обикновената дроб, е съкращаване. При нея числителят и знаменателят се разделят на число, на което са кратни и двете стойности; например: {\displaystyle \textstyle {{\frac {14}{21}}={\frac {2}{3}}}} (дробта се съкращава на 7, защото 14 и 21 се делят на 7 без остатък).
Разширяването на дроб е обратна операция на съкращаването – числителят и знаменателят се умножават по едно и също число. То се прилага често за получаване на десетична дроб, например: {\displaystyle \textstyle {{\frac {7}{20}}={\frac {35}{100}}}} (числителят и знаменателят се умножават по 5, за да стане знаменателят степен на 10).

#### Смесено число
Неправилната обикновена дроб може да бъде представена и като смесено число. При смесеното число неправилната дроб се записва като сбор от цяло число и правилна дроб, като се изпуска знакът за събиране. Тъй като числителят на неправилната дроб е по-голям от знаменателя, цялото число на смесеното число е по-голямо от нула.
Преобразуването на неправилна дроб в смесено число се осъществява, като се извадят целите части знаменател от числителя:
{\displaystyle \textstyle {{\frac {m}{n}}={\frac {m-x}{n}}+{\frac {x}{n}}}} (x е остатъкът от деленето на m с n)
Например: {\displaystyle \textstyle {{\frac {9}{4}}={\frac {9-1}{4}}+{\frac {1}{4}}={\frac {8}{4}}+{\frac {1}{4}}=2+{\frac {1}{4}}=2{\frac {1}{4}}}} (в 9 има 2 цели части 4 и остатък 1)
Обратното преобразуване на смесено число в неправилна дроб става, като се умножи знаменателят по цялото число и се добави числителят. Така се образува новият числител, а знаменателят остава същият:
{\displaystyle \textstyle {y{\frac {m}{n}}={\frac {y.n+m}{n}}}}
Например: {\displaystyle \textstyle {2{\frac {1}{4}}={\frac {2.4+1}{4}}={\frac {9}{4}}}}

#### Дробна черта
Типографски дробната черта може да е хоризонтална или дясно наклонена диагонална (предпочитана в англосаксонските страни). Когато дробната черта е хоризонтална, за прегледност и коректност на записа, всички аритметични знаци и равенството трябва да се изписват на нивото на дробната черта. Отново за прегледност цифрите в дробите обикновено се изписват с по-малък шрифт, отколкото този на целите числа. Това си личи особено при записа на смесено число, например: {\displaystyle \textstyle {1{\frac {1}{2}}}}.

### Десетична дроб
Десетичната дроб в десетичната бройна система е число, съставено от цяло число и дробна част, отделени с десетична запетая. Обърнати в обикновени дроби, десетичните дроби винаги имат за знаменател степен на числото 10.
Всяка обикновена дроб може да се представи като десетична, използвайки екивалентността на обикновените дроби с делението, като самото изписване зависи от вида десетична дроб.

#### Видове десетични дроби
- крайна дроб – при делението на обикновена дроб, резултатът стига до нула; например: {\displaystyle \textstyle {{\frac {7}{20}}=0,35}}
- безкрайна дроб:
  - безкрайна периодична дроб – когато при делението се появи число, което веднъж вече е било остатък, цифрите в резултата започват да се повтарят, т.е. има периодичност; например: {\displaystyle \textstyle {{\frac {2}{7}}=0,2857142857142}}. За прегледност безкрайната периодична дроб се записва, като периодът се поставя със скоби, което в същия пример изглежда така: {\displaystyle \textstyle {{\frac {2}{7}}=0,(285714)}} (чете се 0 цяло и 285714 в период). От своя страна безкрайната периодична дроб също се дели на чиста, когато периодът започва веднага след десетичната запетая,[3] и смесена, когато има число в дробната част преди периода.
  - безкрайна непериодична дроб – това са всички ирационални числа. Например числото пи, което е отношението между дължината на дадена окръжност и нейния диаметър и е равно приблизително на 3,14159265; или корен квадратен на число, което не е квадратно, например {\displaystyle {\sqrt {2}}}, който е равен приблизително на 1,414213562373.

### Аликвотна дроб
Дробите с числител 1 се наричат аликвотни. За тях важи теоремата, че всяко положително рационално число може да се представи като крайна сума на аликвотни дроби с различни знаменатели.
Аликвотната дроб е също и реципрочна стойност на знаменателя си.

## Преобразуване

### Обикновена дроб в десетична
Най-лесният вариант е знаменателят да е число, което е степен на 10. Тогава знаменателят просто се премахва и се поставя десетична запетая в числителя на толкова позиции броено от дясно наляво, колкото е степента на 10 на знаменателя, с други думи – с колкото нули е знаменателят; например {\displaystyle \textstyle {{\frac {5}{1000}}=0,005}}.
При обикновени дроби със знаменател число, кратно на 10, 100, 1000 и т.н., може числителят и знаменателят да се умножат, така че да се получи число, степен на 10. Такива знаменатели са 2, 4, 5, 20, 25, 40, 50 и т.н.; например {\displaystyle \textstyle {{\frac {3}{4}}={\frac {75}{100}}=0,75}} (числителят и знаменателят се умножават по 25, за да стане знаменателят степен на 10).
В останалите случаи се разделя числителят на знаменателя. Резултатът е крайна десетична дроб или безкрайна периодична десетична дроб.

### Десетична дроб в обикновена
Преобразуването на десетична в обикновена дроб е възможно за всички десетични дроби, освен безкрайните непериодични дроби. Преобразуването зависи от типа десетична дроб:
- крайна дроб – правилото е както се чете, така се записва, например десетичната дроб 0,35 се чете 0 цяло и 35 стотни, т.е. еквивалентната обикновена дроб е 35 стотни или {\displaystyle \textstyle {\frac {35}{100}}}. Ако десетичната дроб има цяла част различна от 0, тогава е удобно използването на смесено число; например {\displaystyle \textstyle {2,7}} (2 цяло и 7 десети) като смесено число изглежда така {\displaystyle \textstyle {2{\frac {7}{10}}}}, което след това може да се преобразува в неправилна обикновена дроб {\displaystyle \textstyle {\frac {27}{10}}}.
- безкрайна периодична дроб:
  - чиста – принципът е числителят да е периодът на безкрайната периодична дроб, а знаменателят толкова на брой 9-ки, от колкото цифри е съставен периодът; например {\displaystyle \textstyle {0,(285714)={\frac {285714}{999999}}}}, което може да се съкрати на {\displaystyle \textstyle {142857}} до {\displaystyle \textstyle {\frac {2}{7}}}. С този принцип се обяснява защо 0,(9) е равно на 1, което е класически пример в математическия анализ. Ако десетичната дроб има цяла част различна от 0, тогава е удобно използването на смесено число; например {\displaystyle \textstyle {5,(3)}} (5 цяло и 3 в период) се разделя на цяла част, равна на 5, и дробна част, за която се използва гореописания принцип и се преобразува в {\displaystyle \textstyle {{\frac {3}{9}}={\frac {1}{3}}}} и смесеното число става {\displaystyle \textstyle {5{\frac {1}{3}}}}, което след това може да се преобразува в неправилна обикновена дроб {\displaystyle \textstyle {\frac {16}{3}}}.
  - смесена – принципът е подобен на този за чистата безкрайна периодична дроб, като отново знаменателят е толкова на брой 9-ки, от колкото цифри е съставен периодът, към които се добавят толкова нули, колкото цифри има между десетичната запетая и периода; например в {\displaystyle \textstyle {0,15(8)}} периодът има една цифра, а дробната част има две цифри, значи знаменателят е съставен от една 9-ка и две нули (т.е. {\displaystyle \textstyle {900}}). Числителят е равен на разликата между числото след десетичната запетая, игнорирайки скобите, и дробната част; в същия пример {\displaystyle \textstyle {158-15=143}}. Така в примера {\displaystyle \textstyle {0,15(8)={\frac {143}{900}}}}. Ако смесената десетична дроб има цяла част различна от 0, тогава е удобно използването на смесено число по подобие на преобразуването на чистата десетична дроб.

## Аритметика с дроби
Дробите, както и целите числа, се подчиняват на комутативния, асоциативния и дистрибутивния закон на аритметиката, както и на правилото, че не се дели на нула.

### Събиране
Сумата на обикновени дроби с равни знаменатели е обикновена дроб със същия знаменател и числител, равен на сумата на числителите на събираемите. Например: {\displaystyle \textstyle {{\frac {2}{4}}+{\frac {3}{4}}={\frac {5}{4}}=1{\frac {1}{4}}}}.
Когато събираемите са с различни знаменатели, първо трябва да се пристъпи към привеждане под общ знаменател. Тъй като при умножението на числителя и знаменателя на дадена дроб с произволно число, стойността на дробта не се променя, трябва да се открие такова число, което да изравни знаменателите. За целта се намира най-малко общо кратно на знаменателите (когато знаменателите са взаимнопрости числа, най-малкото общо кратно е произведението на всички знаменатели). След умножение на числителя и знаменателя на всяка дроб със съответното число, така че знаменателите да са равни, се пристъпва към събиране. Например:
{\displaystyle \textstyle {{\frac {1}{3}}+{\frac {1}{4}}+{\frac {1}{5}}={\frac {20}{60}}+{\frac {15}{60}}+{\frac {12}{60}}={\frac {47}{60}}}}. Изказано по друг начин: {\displaystyle \textstyle {{\frac {a}{b}}+{\frac {c}{d}}={\frac {ad}{bd}}+{\frac {bc}{bd}}={\frac {ad+bc}{bd}}}}.
Процедурата с изваждането е аналогична: {\displaystyle \textstyle {{\frac {a}{b}}-{\frac {c}{d}}={\frac {ad}{bd}}-{\frac {bc}{bd}}={\frac {ad-bc}{bd}}}}.

### Умножение
При умножение на обикновени дроби се получава нова дроб, на която числителят е произведение от числителите на умножаваните дроби, а знаменателят е произведение от техните знаменатели. Например, при две умножавани дроби числителят и знаменателят на едната дроб се умножават съответно с числителя и знаменателя на другата дроб {\displaystyle \textstyle {{\frac {a}{b}}\times {\frac {c}{d}}={\frac {ac}{bd}}}}.

### Деление
На обикновена дроб се дели, като делимото се умножи с реципрочната стойност на дробта, поради което неформално делението на две обикновени дроби може да се нарече „умножение на кръст“:
{\displaystyle {\frac {a}{b}}\div {\frac {c}{d}}={\frac {a}{b}}\times {\frac {d}{c}}={\frac {ad}{bc}}}.

## История на дробите
Във всички езици понятието за дробно число се обозначава с думи със същия корен като „раздробявам“, „разчупвам“; на латински „дроб“ е fractura, което е производно от frango („разбивам“, „начупвам“).
Първи с понятието за дроб са боравили арабите, а в европейската математика е въведено в началото на 13 век от Фибоначи. Названията „числител“ и „знаменател“ се срещат у Максим Планут в края на 13 век. През 1558 г. Траншан въвежда „обикновената“ дроб (fractura vulgaris), унгарецът Зегнер въвежда термините „правилна“ и „неправилна дроб“.
Първото писмено свидетелство за привеждане под общ знаменател е открито у Региомонтан в негова работа от 1464 г., а най-малък общ знаменател започва да се търси едва през втората половина на 16 век, след трудовете на Николо Тарталия (1556) и Христофор Клавий (1538).
Десетичните дроби от своя страна получават широко разпространение в края на 16 век след отпечатването на книгата „De Thiende“ („Десетата“) на фламандския инженер Симон Стевин (1585). Превръщането на обикновени дроби в десетични и обратно се разглежда от Кавалиери през 1643 г.
Верижните дроби са били известни на индийските математици от 12 век, срещат се у Бомбели в негов труд от 1572 г. Над елементарната теория на верижните дроби работят Ойлер, Хюйгенс и Уолис, който въвежда термина „fractio continua“.
Самите записи на дробите също са се различавали съществено през вековете. Пизански въвежда дробната черта, вероятно заимствайки я от арабите. Въпреки това в средата на 17 век продължават да се срещат математици, които не я ползват (Мерсен, 1644). Десетичната запетая е въведена от италианския астроном Джовани Антонио Маджини (1555 – 1617), а по-късно отново лансирана от Непер. Дотогава е била използвана вертикална черта, нула в скобки или различни мастила: черно за цялата част и червено за дробната. Съвременният запис на верижните дроби е въведен от Лайбниц през 1696 и Хюйгенс през 1698 г.

## Символи за дроби в Уникод
Стандартът Уникод версия 6.0 включва 19 символи, изобразяващи дроби. Съответните глифове може да бъдат както ко̀си, така и вертикални, в зависимост от шрифта.
| символ | номер  | значение |   | символ | номер | значение |
| ¼      | U+00BC | 1/4      | ⅗ | U+2157 | 3/5   |          |
| ½      | U+00BD | 1/2      | ⅘ | U+2158 | 4/5   |          |
| ¾      | U+00BE | 3/4      | ⅙ | U+2159 | 1/6   |          |
| ⅐      | U+2150 | 1/7      | ⅚ | U+215A | 5/6   |          |
| ⅑      | U+2151 | 1/9      | ⅛ | U+215B | 1/8   |          |
| ⅒      | U+2152 | 1/10     | ⅜ | U+215C | 3/8   |          |
| ⅓      | U+2153 | 1/3      | ⅝ | U+215D | 5/8   |          |
| ⅔      | U+2154 | 2/3      | ⅞ | U+215E | 7/8   |          |
| ⅕      | U+2155 | 1/5      | ↉ | U+2189 | 0/3   |          |
| ⅖      | U+2156 | 2/5      |   |        |       |          |

Символът 0/3 (↉) е включен в стандарта, тъй като се използва в бейзбола.